# ブルトン国家党
ブルトン国家党またはブルトン国民党（フランス語: Parti National Breton、ブルトン語: Strollad Broadel Breizh、略称: PNB）は、1931年から1944年まで存在したブルトン（ブルターニュ）の政党。第二次世界大戦のフランス解放後にナチスへの協力（コラボラシオン）を理由として解散させられた。前身はブルトン自治党（Parti Autonomiste Breton、Strollad Emrenerien Vreiz、PAB）。

## 概要
1931年8月、ブルトン自治党（Parti Autonomiste Breton、Strollad Emrenerien Vreiz、PAB）ガンガン大会後に同党は連邦派と独立派に分裂。
PABの崩壊の後、モルヴァン・マルシャル（Morvan Marchal）を中心とする連邦主義者はブルターニュ連邦主義者同盟（Ligue fédéraliste de Bretagne）を結成した。
対して、オリエ・モルドレル（Olier Mordrel）率いるナショナリストらは、ブルトン（ブルターニュ）の独立を求めるブルトン国家党（Parti National Breton、PNB）を結成した。これは、1911年から1914年まで存在した「ブルトン国民党」の復活であった。1931年12月27日、ランデルノー大会が開催。その後、セレストン・レネ（Célestin Lainé） に率いられた活動家達が、ブルトン（ブルターニュ）の対仏統合を象徴していたレンヌのジャン・ブーシェ像（Jean Boucher）を爆破した。
PNBは、ケルト主義の影響を受け、アイルランド人の独立運動を模範とした。また、ファシズムとも結び付いた。1939年の第二次世界大戦勃発時に対独協力を理由として禁止されたが、フランスの敗戦後に復活した。1941年、PNBから明確な親独派が分裂し、ブルトン国家社会主義労働者運動となった。
機関誌は「ブルトン日報」(L'Heure Bretonne）。

## 参照
- La Bretagne dans la guerre by Hervé Le Boterf. 1969.